# جيمس إف. تروتر
جيمس إف. تروتر هو محامي وقاضي وسياسي أمريكي، ولد في 5 نوفمبر 1802 في مقاطعة برونزويك في الولايات المتحدة، وتوفي في 9 مارس 1866 في هولي سبرينغز في الولايات المتحدة. نشط حزبياً في الحزب الديمقراطي.
كان جيمس ف. تروتر (1802-1866) محامياً ومشرع الولاية وعضو مجلس الشيوخ الأمريكي والقاضي وأستاذ القانون في ولاية ميسيسيبي. المجموعة هي آخر تهمة وجهها تروتر إلى مقاطعة دي سوتو ، ميس. ، هيئة المحلفين الكبرى ، التي تعكس الحرب الأهلية ، وعلى نطاق واسع ، حول ثورة القانون الجنائي التي اتخذتها الهيئة التشريعية لما بعد الحرب.

## مناصب
- انتخب عضو مجلس الشيوخ الأمريكي [الإنجليزية]‏ عن دائرة Mississippi Class 1 senate seat ‏ وقد انضم خلال فترته النيابية [الإنجليزية]‏ (22 يناير 1838 – 10 يوليو 1838) للكتلة البرلمانية الحزب الديمقراطي.
- انتخب عضو مجلس ولاية مسيسيبي ‏.
- انتخب عضو مجلس نواب مسيسيبي ‏.
- انتخب عضو مجلس الشيوخ الأمريكي [الإنجليزية]‏.